# دبا (استان اشوی‌داشکسیه)
دبا (به لهستانی: Dęba) یک منطقهٔ مسکونی در لهستان است که در گمینا رودا مالنگتسکا واقع شده‌است. دبا ۳۴۰ متر بالاتر از سطح دریا واقع شده‌است.